# Kubai konvertibilis peso
A kubai konvertibilis peso Kuba egyik hivatalos pénzneme, a másik a kubai peso. 1994-ben vezették be, népi neve: "chavito", szabadon váltható pénznem. Árfolyama az USA-dollárhoz van rögzítve: 1 CUC = 1,08 USD. Szintén rögzített az árfolyama a "normál" kubai pesóhoz (CUP): 1 CUC = 25 CUP.

## Története
Bár hivatalosan csak kiegészítő pénznem Kubában, a gyakorlatban ez a fő fizetőeszköz, a legtöbb üzlet CUC-ban számol, s a legfontosabb termékek is kizárólag CUC-ért kaphatók. Külföldiek számára használata kizárólagos.
2004-ig az USA-dollárral együtt volt forgalomban. 2004-től azonban az USA-dollárt hivatalosan nem használják Kubában, CUC-ra való átváltásakor 10% büntetőadó fizetendő (bármely más valuta CUC-ra való átváltásakor nincs ilyen adó).
A kubai konvertibilis peso előzményei a különféle pénzhelyettesítő eszközök. 1961 után kétféle különleges utalványpénz jelent meg Kubában a normál kubai peso (CUP) mellett: a szabadon váltható peso és a KGST-peso. Ezek azonban sokáig csak számlapénz formájában voltak jelen. 1985-ben jelentek meg papírformában is "certificado" (="igazolás") néven, 4 különböző változatban:
- Certificado A – keményvalutát helyettesítő pénz, kizárólag külföldiek részére (1994-ig létezett)
- Certificado B – KGST-viszonylatban átváltható pénz, külföldiek részére (1991-ben megszűnt)
- Certificado C – keményvalutát helyettesítő pénz, kizárólag belföldiek (külföldön dolgozó hivatalos kubai kiküldöttek és a kubai hatalmi apparátus tagjai részére 1990-ig, majd 1994-es megszűnéséig bárki számára hozzáférhetővé vált)
- Certificado D – KGST-viszonylatban átváltható pénz, belföldiek (más KGST-országokban dolgozó hivatalos kubai kiküldöttek részére (1991-ben megszűnt)

A certificado "B" és "D" használata Kubában: egyes, Kubában dolgozó kelet-európai kiküldöttek részére fenntartott üzletekben lehetett   velük vásárolni, melyekben a kínálat – bár elmaradt a valutás üzletekétől – a jegyrendszer alapján működő átlagos kubai üzletekhez képest hatalmas volt.
Az 1994-ben bevezetett konvertibilis peso gyakorlatilag az 1994-ben megszűnt certificado "A" és "C" összevonása.
2013. október 22-én bejelentették, hogy megszüntetik a kontvertibilis pesót, és a kubai peso lesz az egyetlen törvényes fizetőeszköz az országban